# Cholet

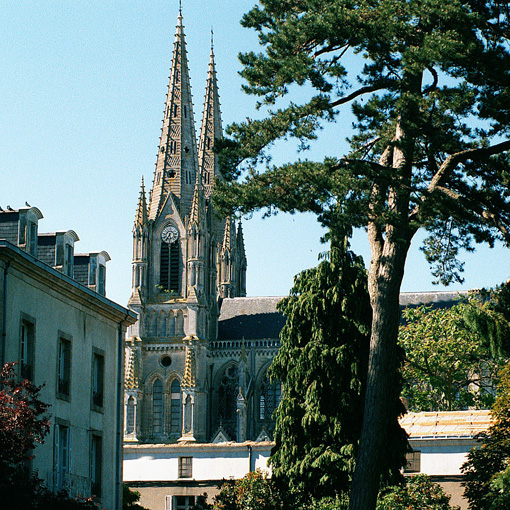
Choletský Notre-Dame

Cholet (poitevin-saintongeaisky Cholét) je město ve Francii, leží v regionu Pays de la Loire, départementu Maine-et-Loire, v neadministrativní oblasti Mauges. Žije zde 56 320 obyvatel (rok 2005).

## Historie a ekonomika
K rozvoji města v raném novověku přispěl místní tradiční textilní průmysl, který pomohl také při porevoluční rekonstrukci a odstraňování škod způsobených válkou ve Vendée (viz bitva o Cholet).
Mechanizace výroby, která se začala výrazně projevovat od konce 19. století, donutila Choletské k částečnému přechodu k obuvnictví. Textilní průmysl pak začal zcela zanikat od poloviny 20. století, přičemž jeho místo rychle obsazovala jiná odvětví (zejména firma Michelin) a současně s tím přišel velký nárůst počtu obyvatel, díky čemuž město značně vzrostlo na významu a dnes je druhým největším výrobním centrem regionu hned po aglomeraci Nantes-St-Nazaire. Cholet nicméně trpí nedostatkem zaměstnanců v terciéru a nedostatečně rozvinutou infrastrukturou, ačkoliv stavba dálnice v současné době se snaží tento stav zlepšit.

## Partnerská města
- Araya, Libanon
- Comté de Bas-Richelieu, Québec, Kanada
- Dénia, Španělsko
- Dorohoi, Rumunsko
- Oldenburg, Německo
- Sao, Burkina Faso
- Solihull, Velká Británie